# Kawai Michi

Kawai Michi

Kawai Michi (japanisch 河井 道; geboren 29. Juli 1877 in Ujiyamada, heute Ise in der Präfektur Mie; gestorben 11. Februar 1953 in Tokio) war eine japanische Pädagogin, christliche Aktivistin und Unterstützerin der japanisch-westlichen Beziehungen vor, während und nach dem Zweiten Weltkrieg. Sie war die erste japanische Nationalsekretärin der Young Women’s Christian Association in Japan und Gründerin der Keisen-Universität.

## Leben und Wirken
Kawai Michi wurde in Yamada als Tochter einer Priesterfamilie geboren, die am Ise-Schrein tätig war. In Sapporo trat sie zum christlichen Glauben über. Ihren Schulabschluss machte sie an der „Hokusei Gakuen Girls' Junior & Senior High School“ (北星学園女子中学高等学校, Hokusei gakuen joshi chūgaku kōtōgakkō), wo sie von Nitobe Inazō und von Tsuda Umeko unterrichtet wurde.
1900 bis 1904 verbrachte Kawai in den USA, wo sie sich am Bryn Mawr College in Philadelphia weiterbildete. Nach ihrem Abschluss kehrte sie nach Japan zurück und wurde Lehrerin an Tsuda Umekos Mädchenschule mit Schwerpunkt Englisch-Unterricht, „Joshi Eigaku Juku“ (女子英学塾), die später zum Tsuda College wurde. Zusammen mit Caroline Macdonald gehörte sie zu den Gründungsmitgliedern der Young Women’s Christian Association in Japan (日本YWCA); 1912 wurde sie deren erste Nationalsekretärin, ein Amt, das sie bis 1926 innehatte. Im Jahr 1929 setzte sie sich in Europa und den Vereinigten Staaten über die dortige Bildungs- und Religionssituation in Kenntnis. Danach gründete sie die Mädchenschule „Keisen Jogakuen“ (恵泉女学園) mit dem Ziel, christliche Mädchen zu erziehen. Aus dieser Schule ging die Keisen-Universität hervor, die 1988 in Tama, Tokio, gegründet wurde.
Kawai war nach dem Zweiten Weltkrieg maßgeblich an einer Bewegung beteiligt, die Kaiser Shōwa als obersten Kriegsherrn für Japans Angriffe anklagen wollte. 1950 verfasste sie einen Gebetstext zum Weltgebetstag.